# بشير حمد شنان
بشير شنان (1946 - 1974) فنان شعبي سعودي يعد من أهم الأسماء في الأغنية الشعبية السعودية. عمره الفني 11 سنة وغنى ما يقارب 400 أغنية. وتوفي في سن الـ 28 جراء أزمة قلبية.

## حياته
ولد في الدمام عام 1366 هـ الموافق 1946م، وفي العام 1373هـ الموافق 1953 توفي والد بشير شنان وهو في السابعة من عمره، انتقلت عائلته إلى مدينة الرياض تحديداً في حي المرقب، حيث يسكن أخوه من والده ناصر الذي كفله هو وأمه، ومن المعروف أن سكان حي المرقب يعشقون الفن.
تزوج بشير مرتين، طلق في المرة الأولى، واستقر مع زوجته الثانية وأنجب منها ابنتين تخرجتا من الجامعة.

## حياته الفنية
تتلمذ بشير على يد أخيه الشاعر عبد الله حمد شنان، وقد كان معلمه الأول على آلة العود وساعده في صياغة بعض من القصائد، وهو من الشعراء المعروفين على الساحة الشعبية وقدم الكثير من القصائد النبطية واللغة الفصحى. وقد توفي يوم الأحد 17 فبراير 2008م في القاهرة بسبب أزمة قلبية بنفس الطريقة التي توفي بها بشير حمد شنان.

### بشير وعلاقته بالأسواق..
المتتبع لأغاني بشير يلاحظ أنه دائماً يذكر الأسواق بأغانيه ووقت العصاري (العصر) بالذات
كأغنية: قبل أمس وسط السوق - دخلت سوق الذهب - دخلت العصر سوق القيصرية - يا ليت سوق الذهب يفرش حرير - من طب سوق الذهب
والكثير الكثير من الأغاني ودائما ما يكتب بشير كلماته هناك.

### قصة (ياليت سوق الذهب)
القصة مروية من عازف كمان كان يرافق بشير في أغانيه يقول:
«كنت أنا وبشير عند أحد أسواق الذهب وبالصدفة مرت محبوبة بشير والذي ابتعد عنها بسبب ظروف قاهرة ولما رآها كتب فيها قصيدة (يا ليت سوق الذهب يفرش حرير)».
بشير يذكر رفيق دربه السهيلي في قصائده:
يقول بشير في إحدى قصائده ذاكرا صاحبه السهيلي:
راسي غدى يالسهيلي شيب.. وبأشكي لك الحال بعد الله
يا سعيد لو اني قريت الغيب.. ما صار هاللي حصل كله
ثم يرجع بشير ويرد الجميل لصاحبه في أحد المواقف في قصيدة أخرى ويقول:
ترى البكاء يا سعيد ما هو ممدوح.. سلم أمورك يالسهيلي لمولاك
إن كان هذا دين والله لا أروح.. والله فلا أنسى فزعتك يوم انخاك.

### السرقات الفنية
- راشد الماجد : أغنية البارحة يوم الخلايق نياما ولم ينسبها لبشير مطلقاً.
- عصام عارف معتزل للفن: ألا يا سيد كل الناس.
- علي عبد الكريم (مغني) : أنا البارحة ما مسيت.
- عبد الله رشاد ونوال: تغنوا بلحن بشير (جانا زريف الطول) في أغنيتهم (كان ودي نلتقي) ولا شك أنها زادت من شهرتهم بعد أداء الأغنية.
- أحلام وأنور عبد الله: أخذوا لحن أغنية (يا بوسعد لو فرقتنا المقادير) وغنت أحلام اللحن في أغنيتها المشهورة (وش ذكرك)
- عبد الله الرويشد : لحن أغنية (يا طالبين الود) كان في الأساس للراحل بشير في أغنيته (والبارحه فزيت من غرقة النوم)
- زهره التونسية عملين من أعماله وهما: (العين بصيرة) و (ساعي البريد) بمباركة من الشاعر السعودي علي القحطاني.

### من الإشادات التي تحصل عليها الراحل
لا يختلف أحد على موهبة الفنان بشير حمد شنان وإسلوب غنائه الشعبي وهناك بعض الفنانين من امتدحوا الفنان بشير فعلى سبيل المثال من الإشادات التي تحصل عليها الراحل: قد امتدح الفنان بشير الملحن الكبير محمد الموجي وامتدح بشير الفنان الكويتي عبد الكريم عبد القادر والفنان محمد عبده صرح بذلك في مقابلته على قناة أوربت عندما كان يحاوره عماد الدين أديب بعد سؤال أحد المشاهدين لمحمد، وامتدح بشير من الساحة الشعبية الفنان سلامة العبد الله بقوله: إن بشير أفضل فنان شعبي تطريبي، فبالرغم من كثرة النجوم إلا أن بشير يختلف عن الجميع. فتلك الإشادات تدل على أن بشير ظاهرة فنية من الصعب أن تتكرر.

### مَن تَأثَّر مِن الفنانين الشعبيين ببشير
```
عزازي
 يخطو خطوات بشير، وكذلك الفنان 
خالد عبد الرحمن
 في بداياته كان يلقب بخليفة بشير.
```

### قدرة بشير على التلحين
لا شك أن بشير لديه قدرة فائقة على التلحين، فمثلا أغنية بشير (يا ليت سوق الذهب يفرش حرير) تُغنى بألحان عديدة من الممكن أن تصل إلى 8 - 9 ألحان، وهذه دلالة على قدرة بشير الفائقة في التلحين.
وكان كثيرا ما يقتبس ألحانة من الألحان العدنية ويغني بعضها من الإعجاب بها.

### الفنانين الذي تغنى بشير بأغانيهم
- عبد الكريم عبد القادر: عزيز وغالي
- طلال مداح: عطني المحبة، لا لا يا الخيزرانة
- مصطفى أحمد: سرى ليلي
- عبد المحسن المهنا: لا لا يا بو الجدايل
- محمد عبده: يا صاح، أيوه

### جلسات بشير وحفلاته
من حفلاته حفلة بنادي الهلال السعودي وكان يرافقه الفنان سلامة العبدالله.

### مقابلة إذاعية يتحدث فيها بشير لبرنامج فنون
في تلك المقابلة، سأل المذيع بشير عن قصة العجوز، فسردها له وقال: "في يوم من الأيام، خرجت مع والدتي لتشتري بعض الأغراض، فجاءتني عجوز تنظر إلي وقالت لي: أنت بشير ؟ فقلت لها: نعم، فقالت: إمشِ معي أريدك. يقول بشير: أنا أريد أن أتخلص منها خشية أن تراها أمي معي وحاولت معها لكنها أصرت، فقلت لها أني واعدت إنسان عزيز علي بقصد التخلص منها ولكنها أصرت على أني أرافقها، المهم أن العجوز أغرتني وأخرجت لي صورة لفتاة كالقمر فقلت لها سأذهب معك لو أن في طريقي ذئاب جائعة.
وبعد أن أكمل بشير قصته، سأله المذيع: هل صحيح أنك تبت من طرد الهوى ؟ فقال بشير: بعد ما رأيت العجوز نعم.
ومطلع القصيدة يقول:
وافيت قبل أمس بالديرة عجوز... عليها وأشكالها اللعنة تجوز
ما تقرب أمر خبيث إلا تفوز.. همها بالعمر تحليل الحرام.

## وفاته
توفي الفنان بشير شنان في عام 1974.

## وصلات خارجية
سيرة وحياة الفنان الراحل بشير حمد شنان في برنامج الراحل مع محمد الخميسي